# رينيه أريدوندو
رينيه أريدوندو (بالإسبانية: René Arredondo)‏ هو ملاكم مكسيكي يصنف ضمن فئة وزن الوسط.

## إحصائيات
خاض خلال مسيرته 58 نزالا، فاز في 46 ولم يتعادل وخسر في 12. فاز بالضربة القاضية في 40 نزالا.

## روابط خارجية
- رينيه أريدوندو على موقع بوكس ريك (الإنجليزية) (registration required)